# 트라이 스테이트
트라이 스테이트(Tri-State)는 미국 3on3리그인 BIG3 소속 농구 팀이다.